# ウィリアムズ・FW28
ウィリアムズFW28 (Williams FW28) はウィリアムズF1が2006年のF1世界選手権に投入したフォーミュラ1カー。サム・マイケル、ヨルグ・ザンダー、ロイック・ビゴワらが設計した。2006年の開幕戦から最終戦まで使用された。

## 開発

### シャーシ
各部、マクラーレン・MP4-20を意識したようなデザインで、リアカウルにはルーバーを切り、大型のチムニーダクトを装備してギリギリまで小さくしてある。特徴的なのはエンジンカウルも後端は大きく切り取られていることである。フロントウイングの左右をつないだブリッジウイングも搭載された。

### エンジン
前年をもってBMWとのパートナーシップを解消し、この年からカスタマーエンジンユーザーとなった。レギュレーションによって2.4Lの自然吸気（NA）バンク角90度のV8に統一されたが、この年に搭載したコスワースCA2006は、2万回転を優に超える超高回転型エンジンとして話題となった。
シーズン終了後のテストでは、2007シーズンから使用するトヨタV8エンジンを搭載して、FW29が完成するまで使用された。

## スペック

### シャーシ
- シャーシ名 FW28
- 全長 4,500 mm
- 全幅 1,800 mm
- 全高 950 mm
- ホイルベース 3,100 mm
- 前トレッド 1,460 mm
- 後トレッド 1,410 mm
- マシン重量 605kg

### エンジン
- エンジン名 コスワースCA2006
- 気筒数・角度 V型8気筒・90度
- エンジン重量 95 kg
- 排気量 2,398cc
- 燃料・オイル ペトロブラス

## 2006年シーズン
ドライバーはマーク・ウェバーが残留。ニック・ハイドフェルドはBMWザウバーへ移籍し、GP2チャンピオンのニコ・ロズベルグが加入した。
第1戦のバーレーンGPでは2人とも入賞し、ロズベルグがデビュー戦で史上最年少ファステストラップを記録。好調な出だしを見せたが、BMWエンジンを失ったチームはカスタマー同然で、シーズンが進むにつれ優位性を失っていった。リタイアが多くダブル完走は18戦のうちわずか3戦、逆にダブルリタイアは6戦もあった。獲得ポイントは11点に止まり、コンストラクターズ選手権では8位に後退した。

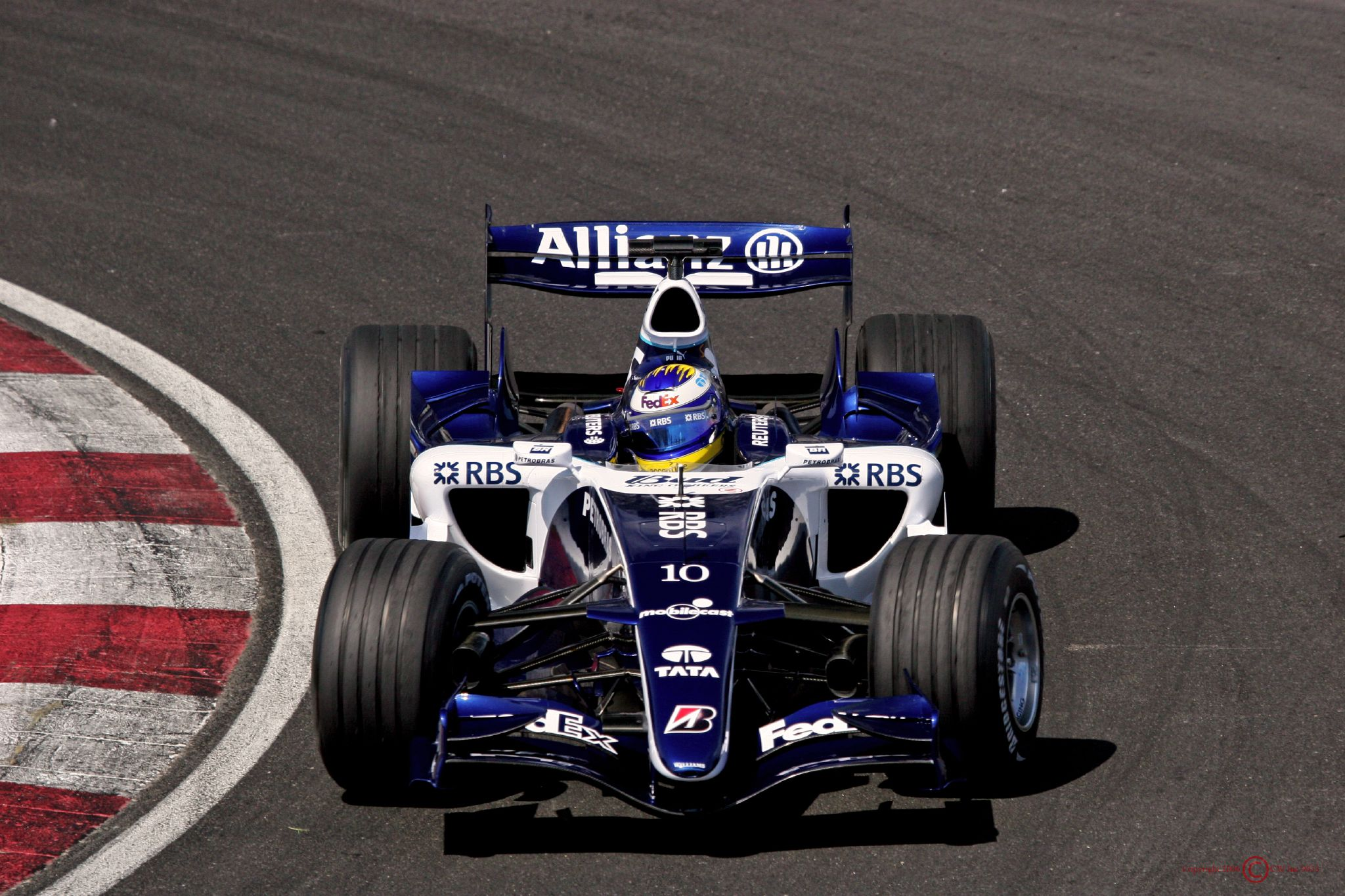
2006年のカナダGPでジル・ヴィルヌーヴ・サーキットを走行するFW28（ドライバーはニコ・ロズベルグ）

| 年   | No. | ドライバー | 1   | 2   | 3   | 4   | 5   | 6   | 7   | 8   | 9   | 10  | 11  | 12  | 13  | 14  | 15  | 16  | 17  | 18  | ポイント | ランキング |
| 年   | No. | ドライバー | BHR | MAL | AUS | SMR | EUR | ESP | MON | GBR | CAN | USA | FRA | GER | HUN | TUR | ITA | CHN | JPN | BRA | ポイント | ランキング |
| ---- | --- | ---------- | --- | --- | --- | --- | --- | --- | --- | --- | --- | --- | --- | --- | --- | --- | --- | --- | --- | --- | -------- | ---------- |
| 2006 | 9   | ウェバー   | 6   | Ret | Ret | 6   | Ret | 9   | Ret | Ret | 12  | Ret | Ret | Ret | Ret | 10  | 10  | 8   | Ret | Ret | 11       | 8位        |
| 2006 | 10  | ロズベルグ | 7   | Ret | Ret | 11  | 7   | 11  | Ret | 9   | Ret | 9   | 14  | Ret | Ret | Ret | Ret | 11  | 10  | Ret | 11       | 8位        |

- ドライバーズランキング
  - マーク・ウェバー 7ポイント 14位
  - ニコ・ロズベルグ 4ポイント 17位